# 桂清
桂清（？年—1879年），字蓮舫，託濶羅氏，滿洲正白旗英全佐領下人，咸豐二年繙譯進士，晚清大臣。

## 生平[1]
- 道光二十一年（1841年）十月，考中繙譯生員。
- 道光二十二年（1842年）六月，考取繙書房繙譯官。
- 道光二十八年（1848年）八月，掣補繙譯官。
- 道光三十年（1850年）五月，補詹事府八品筆帖式。
  - 是年吏部考試現任筆帖式考取一等記錄二次。
- 咸豐元年（1851年），中式辛亥恩科繙譯舉人。
- 咸豐二年（1852年），中式翻譯進士。改庶吉士，
- 咸豐三年（1853年）四月，散館授翰林院編修。
- 咸豐五年（1855年）十月，充補日講起居注官，十一月陞詹事府右春坊右贊善。
- 咸豐六年（1856年）五月，轉翰林院侍講。
- 咸豐七年（1857年）閏五月，轉補翰林院侍讀。
- 咸豐八年（1858年）二月，充批本處行走，九月，擢翰林院侍講學士。
- 咸豐九年（1859年）九月，大考，著以翰林院侍讀降補，十月奏補翰林院侍讀。
- 咸豐十年（1860年）閏三月，補授翰林院侍講學士，六月，充繙譯小教習，十一月，奉硃筆圈出隨扈滿講官。
- 咸豐十一年（1861年）六月，轉補翰林院侍讀學士，十二月，派稽查西四旗覺羅學。
- 同治元年（1862年）三月，補授詹事府少詹事，十月，補授公中佐領。
- 同治二年（1863年）三月，補授詹事府詹事，五月，署理都察院左副都御史。
- 同治三年（1864年）二月，補授內閣學士兼禮部侍郎銜，十一月，擢盛京工部侍郎。
  - 是年署正紅旗滿洲副都統、考試院漢謄錄官。
- 同治四年（1865年），署盛京兵部侍郎，盛京禮部侍郎，管理宗室覺羅學。
- 同治六年（1867年）十月，調理藩院右侍郎，在弘德殿行走，兼國史館清文總校。
- 同治七年（1868年），署鑲紅旗蒙古副都統，充考試繙譯閱卷官，署吏部右侍郎，管理咸安宮三學事務大臣，對引大臣。
- 同治八年（1869年），署戶部右侍郎兼管錢法堂事務，調禮部右侍郎，兼鑲藍旗蒙古副都統，右翼監督。
- 同治九年（1870年），署戶部左侍郎管理三庫事務。
- 同治十年（1871年）二月，調戶部右侍郎兼管錢法堂事務。
- 同治十一年（1872年），總管內務府大臣。当年，同治帝大婚，任大徵副使
- 同治十二年（1873年），署御藥房印務，署兵部右侍郎，繙譯正考官，十一月，復授盛京工部侍郎。
- 光緒元年（1875年）二月，調工部右侍郎，正黃旗蒙古副都統。
- 光緒二年（1876年），管理火藥局事務，署右翼前鋒統領，十月，調倉場侍郎。
- 光緒五年（1879年）二月，逝世。